# Trnava (Gornji Bogićevci)
Trnava (1910-től 1991-ig Gornja Trnava) falu Horvátországban, Bród-Szávamente megyében. Közigazgatásilag Gornji Bogićevcihez tartozik.

## Fekvése
Bródtól légvonalban 58, közúton 64 km-re északnyugatra, Pozsegától   légvonalban 31, közúton 38 km-re délnyugatra, községközpontjától 3 km-re keletre, a Psunj-hegység lejtői alatt, Okucsány és Újgradiska között, a Trnava-patak partján fekszik. 

## Története
A mai Gornji Bogićevci délkeleti határában feküdtek a középkorban Sztárcsa és Tornova („Ztharcha et Thornowa”) királyi birtokok, melyek 1328-ban birtokcserével a túrmezei csicsáni birtokért cserébe kerültek a johanniták birtokába. A területtől nyugatra fekvő lesznicai és racessai birtokok már 1312 óta a rend birtokában voltak. Így egy hatalmas területű, egységes birtok jött létre, mely nagy jövedelmet biztosított a rend számára. Sztárcsa és Tornova megszerzése után az utóbbi birtokon a rend elkezdte építeni Szent János várát („castrum sancti Johannis”), melyet már 1361-ben említenek a rend priorjának egyik oklevelében. Amikor 1403-ban az akkori prior Bebek Imre fellázadt a királyi hatalom ellen Zsigmond híve Maróthy János macsói bán erővel foglalta el a várat és elűzte onnan a johannitákat, akik Boszniába menekültek. A várat valószínűleg lerombolták a király hívei, mivel ezután már nem említik. Tornova birtoka ezután is a rend kezében maradt egészen a középkor végéig, mint ahogyan 1495-ben és 1507-ben is említik. A nevet a pataknév és a falu neve őrizte meg az utókor számára. A vár maradványai Gornji Bogićevci délkeleti határában, a „Bedem” nevű régészeti lelőhelyen találhatók.
A török 1536 és 1544 között foglalta el ezt a területet. A török uralom idején Boszniából pravoszláv szerbeket telepítettek ide. A térség csak 1687-ben szabadult fel a török uralom alól. Az első katonai felmérés térképén „Dorf Ternava” néven található. Lipszky János 1808-ban Budán kiadott repertóriumában „Ternava” néven szerepel.  
Nagy Lajos 1829-ben kiadott művében „Ternava” néven 74 házzal, 7 katolikus és 371 ortodox vallású lakossal találjuk.  A gradiskai határőrezredhez tartozott, majd a katonai közigazgatás megszüntetése után Pozsega vármegyéhez csatolták. 
1857-ben 202, 1910-ben 413 lakosa volt. Az 1910-es népszámlálás szerint lakosságának 96%-a szerb anyanyelvű volt. Pozsega vármegye Újgradiskai járásának része volt. Az első világháború után 1918-ban az új szerb-horvát-szlovén állam, majd később (1929-ben) Jugoszlávia része lett. 
1991-től a független Horvátországhoz tartozik. 1991-ben lakosságának 93%-a szerb, 7%-a horvát nemzetiségű volt. A délszláv háború során a település már a háború elején 1991 tavaszán szerb ellenőrzés alá került. 1995. május 1-jén a „Bljesak-95” hadművelet első napján foglalta vissza a horvát hadsereg. A szerb lakosság legnagyobb része elmenekült. 2011-ben a településnek 178 lakosa volt. 

## Lakossága
| Lakosság változása | Lakosság változása | Lakosság változása | Lakosság változása | Lakosság változása | Lakosság változása | Lakosság változása | Lakosság változása | Lakosság változása | Lakosság változása | Lakosság változása | Lakosság változása | Lakosság változása | Lakosság változása | Lakosság változása | Lakosság változása |
| ------------------ | ------------------ | ------------------ | ------------------ | ------------------ | ------------------ | ------------------ | ------------------ | ------------------ | ------------------ | ------------------ | ------------------ | ------------------ | ------------------ | ------------------ | ------------------ |
| 1857               | 1869               | 1880               | 1890               | 1900               | 1910               | 1921               | 1931               | 1948               | 1953               | 1961               | 1971               | 1981               | 1991               | 2001               | 2011               |
| 202                | 216                | 264                | 381                | 399                | 413                | 430                | 476                | 422                | 415                | 459                | 484                | 471                | 414                | 213                | 178                |